# Малая Бича (Омская область)
Ма́лая Бича́ — посёлок в Усть-Ишимском районе Омской области, входящий в Большебичинское сельское поселение. Крайний населённый пункт Омской области по течению Иртыша. На берегу реки в районе посёлка находится самая низкая точка уреза воды — 41 метр от уровня моря. В силу того что отметка уреза воды непостоянна, координаты точки даны с округлением до минут — 57°57′ с. ш. 70°25′ в. д.
Население — 894 (2010)

## История
Основан в 1951 году в связи организацией лесоучастка Липовка Усть-Ишимского леспромхоза. В 1953 году его реорганизовали в Малобичинское лесопромышленное хозяйство по заготовке и частичной переработке древесины.

## Население
| 2010 |
| ---- |
| 894  |